# Scincinae
Scincinae – podrodzina jaszczurek z rodziny scynkowatych (Scincidae).

## Zasięg występowania
Podrodzina obejmuje gatunki występujące w Afryce, Eurazji i Ameryce Północnej. 

## Podział systematyczny
Do podrodziny należą następujące rodzaje: 

- Amphiglossus Duméril & Bibron, 1839
- Barkudia Annandale, 1917
- Brachymeles Duméril & Bibron, 1839
- Brachyseps Erens, Miralles, Glaw, Chatrou & Vences, 2017
- Chalcides Laurenti, 1768
- Chalcidoseps Boulenger, 1887 – jedynym przedstawicielem jest Chalcidoseps thwaitesi (Günther, 1872)
- Eumeces Wiegmann, 1834
- Eurylepis Blyth, 1854
- Feylinia Gray, 1845
- Flexiseps Erens, Miralles, Glaw, Chatrou & Vences, 2017
- Gongylomorphus Fitzinger, 1843
- Grandidierina Mocquard, 1894
- Hakaria Steindachner, 1899 – jedynym przedstawicielem jest Hakaria simonyi (Steindachner, 1899)
- Janetaescincus Greer, 1970
- Jarujinia Chan-ard, Mekchai & Cota, 2011 – jedynym przedstawicielem jest Jarujinia bipedalis Chan-ard, Mekchai & Cota, 2011
- Madascincus Brygoo, 1981
- Melanoseps Boulenger, 1887
- Mesomycterus Cope, 1892 – jedynym przedstawicielem jest Mesomycterus splendidus (Grandidier, 1872)
- Mesoscincus Griffith, Ngo & Murphy, 2000
- Nessia Gray, 1839
- Ophiomorus Duméril & Bibron, 1839
- Pamelaescincus Greer, 1970 – jedynym przedstawicielem jest Pamelaescincus gardineri (Boulenger, 1909)
- Paracontias Mocquard, 1894
- Plestiodon Duméril & Bibron, 1839
- Proscelotes de Witte, 1943
- Pseudoacontias Bocage, 1889
- Pygomeles Grandidier, 1867
- Scelotes Fitzinger, 1826
- Scincopus Peters, 1864 – jedynym przedstawicielem jest Scincopus fasciatus (Peters, 1864)
- Scincus Garsault, 1764
- Scolecoseps Loveridge, 1920
- Sepsina Bocage, 1866
- Sepsophis Beddome, 1870 – jedynym przedstawicielem jest Sepsophis punctatus Beddome, 1870
- Typhlacontias Bocage, 1873
- Voeltzkowia Boettger, 1893